# Tom Berenger
Tom Berenger, született Thomas Michael Moore (Chicago, Illinois, 1949. május 31. –) Primetime Emmy- és Golden Globe-díjas amerikai színész, producer, író. 
Legismertebb szerepe Barness őrmester Oliver Stone A szakasz című háborús drámájában. A pszichopata katona megformálásáért Oscar-díjra jelölték legjobb férfi mellékszereplő kategóriában. 2012-ben a A Hatfield-McCoy viszály című minisorozattal nyert Primetime Emmy-díjat.

## Élete és pályafutása
Thomas Michael Moore néven született Chicagóban. 
Színészi tanulmányai kezdetekor még Tom Moore néven szerepelt, majd első filmes megmérettetésekor már Tom Berenger néven tüntették fel a szereplők listáján, azóta ezen a néven színészkedik és vált híressé. A Missori egyetemen végzett színpadi színészként, majd New Yorkba ment és ott kapta meg első nagyobb filmszerepét, a Butch és Sundance: A korai évek című 1979-es filmben. Ezt kevésbé emlékezetes szerepek követték.. 
A nagy kiugrási lehetőség 1986-ban jött el számára, az Oliver Stone rendezésében készült A szakasz című háborús filmben. A mű a következő évben elnyerte a legjobb filmnek járó Oscar-díjat és további három kategóriában bizonyult a legjobbnak. Az Akadémia Berengert is jelölte legjobb férfi mellékszereplőként, de végül nem ő kapta a aranyszobrocskát. Innentől kezdve a legnagyobb hollywoodi sztárok közé sorolták. Ridley Scott Testőrbőrben (1987) című filmjében egy rendőrt alakított, akinek meg kellett védelmeznie egy nőt egy pszichopata gyilkostól. Ezt 1988-ban a Gyilkos lövés című akciófilm követte, melyben Kristie Alley volt a partnere. 1989-ben ismét Stone-nal dolgozott, a Született július 4-én című drámában kapott egy kisebb szerepet. Ugyanebben az évben főszerepet játszott A nagy csapat című vígjátékban. Ezek után kevésbé fajsúlyos szerepek következtek egészen 1993-ig, amikor is Berenger a Lopakodók című akciófilmmel pozitív kritikákat szerzett. Sliver című filmje ugyanakkor nagy bukás volt. Ekkor tört meg Berenger pályafutása is, karrierjében gyengébbnél gyengébb filmek következtek és az ezredfordulót követően főként DVD-re gyártott filmekben tűnt fel.
2012-ben A Hatfield-McCoy viszály című amerikai minisorozatban mégis sikereket ért el, alakításáért Primetime Emmy-díjat kapott, mint legjobb férfi mellékszereplő.

## Magánélete
Négyszer nősült, házasságaiból hat gyermeke született. 
Első feleségével, Barbara Wilsonnal 1976 és 1984 között volt házas: két gyermekük, Allison Moore és Patrick Moore 1977-ben, illetve 1979-ben jött világra. Lisa Williamsszel kötött évtizedes (1986-1997) házasságából három lánya született, Chelsea Moore (1986), Chloe Moore (1988) és Shiloh Moore (1993). 1998-tól 2011-ig Patricia Alvaran férje volt, ebből a házasságból született Scout Moore (1998) nevű lánya.
2012 óta Laura Moretti házastársa. Közös gyermekeik nem születtek, Berenger Julia Spurlock, Moretti korábbi házasságából származó lányának a mostohaapja.

## Filmográfia

### Film
| Év   | Magyar cím                             | Eredeti cím                              | Szerep                                | Magyar hang                  |
| ---- | -------------------------------------- | ---------------------------------------- | ------------------------------------- | ---------------------------- |
| 1977 | Az őrszem                              | The Sentinel                             | férfi                                 |                              |
| 1977 | Nappalok és éjszakák                   | Looking for Mr. Goodbar                  | Gary                                  |                              |
| 1978 |                                        | Rush It                                  | Richard Moore                         |                              |
| 1978 | Érett nők dicsérete                    | In Praise of Older Women                 | Andras Vayda                          |                              |
| 1979 | Butch és Sundance – A korai idők       | Butch and Sundance: The Early Days       | Butch Cassidy / Robert Leroy Parker   | Szabó Sipos Barnabás         |
| 1980 | A háború kutyái                        | The Dogs of War                          | Drew Blakeley                         | Nagy Gábor                   |
| 1982 | Az ajtó mögött                         | Oltre la porta                           | Matthew Jackson                       | Bozsó Péter                  |
| 1983 | A nagy borzongás                       | The Big Chill                            | Sam Weber                             | Felföldi László              |
| 1983 | Eddie és a cirkálók                    | Eddie and the Cruisers                   | Frank Ridgeway                        |                              |
| 1984 | A félelem városa                       | Fear City                                | Matt Rossi                            | Sinkovits-Vitay András       |
| 1985 | Az éneklő cowboy                       | Rustlers' Rhapsody                       | Rex O'Herlihan                        |                              |
| 1986 | A szakasz                              | Platoon                                  | Bob Barnes őrmester                   | Haás Vander Péter            |
| 1986 | A szakasz                              | Platoon                                  | Bob Barnes őrmester                   | Tarján Péter                 |
| 1987 | Testőrbőrben                           | Someone to Watch Over Me                 | Mike Keegan nyomozó                   | Hegedűs D. Géza              |
| 1987 | Testőrbőrben                           | Someone to Watch Over Me                 | Mike Keegan nyomozó                   | Haás Vander Péter            |
| 1987 | Testőrbőrben                           | Someone to Watch Over Me                 | Mike Keegan nyomozó                   | Selmeczi Roland              |
| 1988 | Gyilkos lövés                          | Shoot to Kill                            | Jonathan Knox                         | Szabó Sipos Barnabás         |
| 1988 | Gyilkos lövés                          | Shoot to Kill                            | Jonathan Knox                         | Hegedűs D. Géza              |
| 1988 | Elárulva                               | Betrayed                                 | Gary Simmons                          | Csankó Zoltán                |
| 1988 | Elárulva                               | Betrayed                                 | Gary Simmons                          | Szabó Sipos Barnabás         |
| 1988 | Elárulva                               | Betrayed                                 | Gary Simmons                          | Harmath Imre                 |
| 1988 | XX. századi Drakula                    | Last Rites                               | Michael                               | Vári Attila                  |
| 1989 | A nagy csapat                          | Major League                             | Jake Taylor                           | Jakab Csaba                  |
| 1989 | Született július 4-én                  | Born on the Fourth of July               | Hayes tüzér őrmester                  | Dörner György                |
| 1989 | Született július 4-én                  | Born on the Fourth of July               | Hayes tüzér őrmester                  | Csankó Zoltán                |
| 1990 | Az élvhajhász                          | Love at Large                            | Harry Dobbs                           | Széles László                |
| 1990 | A rét                                  | The Field                                | Peter, az amerikai                    | Hankó Attila                 |
| 1991 | Szilánkok                              | Shattered                                | Dan Merrick                           | Szabó Sipos Barnabás         |
| 1991 | Szilánkok                              | Shattered                                | Dan Merrick                           | Kőszegi Ákos                 |
| 1991 | Játék az Úristen pályáján              | At Play in the Fields of the Lord        | Lewis Moon                            |                              |
| 1993 | Lopakodók                              | Sniper                                   | Thomas Beckett tüzér őrmester         |                              |
| 1993 | Sliver                                 | Sliver                                   | Jack Landsford                        | Hegedűs D. Géza              |
| 1993 | Gettysburg                             | Gettysburg                               | James Longstreet altábornagy          | Szokolay Ottó                |
| 1994 | A nagy csapat 2.                       | Major League II                          | Jake Taylor                           | Jakab Csaba (1-2. szinkron)  |
| 1994 | A nagy csapat 2.                       | Major League II                          | Jake Taylor                           | Laklóth Aladár (3. szinkron) |
| 1994 | Díszkíséret                            | Chasers                                  | Rock Reilly                           | Áron László                  |
| 1995 |                                        | Last of the Dogmen                       | Lewis Gates                           |                              |
| 1996 | A félelmek iskolája                    | The Substitute                           | Jonathan Shale                        | Kőszegi Ákos                 |
| 1996 | Hirtelen pokol                         | An Occasional Hell                       | Dr. Ernest Dewalt                     | Juhász György                |
| 1998 | Démoni csapda                          | The Gingerbread Man                      | Pete Randle                           | Sztarenki Pál                |
| 1998 | Démoni csapda                          | The Gingerbread Man                      | Pete Randle                           | Sörös Sándor                 |
| 1998 | Alapos gyanú                           | Shadow of Doubt                          | Jack Campioni                         | Csernák János                |
| 1999 | Egy gyilkosság forgatókönyve           | A Murder of Crows                        | Clifford Dubose nyomozó               | Sörös Sándor                 |
| 1999 | Egy bátor ember                        | One Man's Hero                           | John Riley                            | Kőszegi Ákos                 |
| 1999 | Követségi hadszíntér                   | Diplomatic Siege                         | Buck Swain tábornok                   | Vass Gábor                   |
| 1999 | Követségi hadszíntér                   | Diplomatic Siege                         | Buck Swain tábornok                   | Németh Gábor                 |
| 1999 | Légörvény 2. – Halálfélelem            | Turbulence 2: Fear of Flying             | Sikes                                 | Sörös Sándor                 |
| 2000 | A rendszer ellensége                   | Track Down / Takedown                    | McCoy Rollins                         | Orosz István                 |
| 2001 | Kiképzés                               | Training Day                             | Stanley 'Stan' Gursky kerületi ügyész | Sörös Sándor                 |
| 2001 | Kiképzés                               | Training Day                             | Stanley 'Stan' Gursky kerületi ügyész | Koncz István                 |
| 2001 |                                        | The Hollywood Sign                       | Tom Greener                           |                              |
| 2001 | Egy lehetetlen ügy                     | True Blue                                | Rembrandt 'Remy' Macy                 | Sörös Sándor                 |
| 2001 | Kegyetlen és szokatlan                 | Watchtower                               | Art Stoner                            |                              |
| 2002 | D-Tox                                  | D-Tox                                    | Hank                                  | Sztarenki Pál                |
| 2004 | Lopakodók 3.                           | Sniper 3                                 | Tom Beckett tüzér őrmester            | Hegedűs D. Géza              |
| 2007 | Egy varázslatos karácsony              | The Christmas Miracle of Jonathan Toomey | Jonathan Toomey                       | Sörös Sándor                 |
| 2008 | Stiletto                               | Stiletto                                 | Virgil Vadalos                        | Sörös Sándor                 |
| 2009 | Kígyók a mélyben                       | Silent Venom                             | Bradley Wallace admirális             | Sörös Sándor                 |
| 2009 |                                        | Charlie Valentine                        | Becker                                |                              |
| 2009 |                                        | Breaking Point                           | Steven Luisi                          |                              |
| 2010 | Füstölgő ászok 2. – Bérgyilkosok bálja | Smokin' Aces 2: Assassins' Ball          | Hal Leuco / Walter Weed FBI-ügynök    | Barbinek Péter               |
| 2010 | Bűnösök és szentek                     | Sinners and Saints                       | Trahan százados                       | Sörös Sándor                 |
| 2010 | Eredet                                 | Inception                                | Peter Browning                        | Sörös Sándor                 |
| 2010 | Rohanás                                | Faster                                   | börtönigazgató                        | Orosz István                 |
| 2011 | A végakarat                            | Last Will                                | Frank Emery                           | Rosta Sándor                 |
| 2011 |                                        | Bucksville                               | az igazság védőszentje                |                              |
| 2012 | Gyötrelmes csapda                      | Brake                                    | Ben Reynolds ügynök                   | Sörös Sándor                 |
| 2012 | A háború virágai                       | War Flowers                              | McIntire tábornok                     | Várkonyi András              |
| 2014 | Bűnös Louisiana                        | Bad Country                              | Lutin Adams                           | Vass Gábor                   |
| 2014 |                                        | Doc Holliday's Revenge                   | Wells bíró                            |                              |
| 2014 |                                        | Lonesome Dove Church                     | John Shepherd                         |                              |
| 2014 | Lopakodók: Örökség                     | Sniper: Legacy                           | Tom Beckett tüzér őrmester            | Barbinek Péter               |
| 2014 | Érj el!                                | Reach Me                                 | Teddy                                 | Sörös Sándor                 |
| 2015 |                                        | Impact Earth                             | Herbert Sloan                         |                              |
| 2017 | Lopakodók: Az utolsó bevetés           | Sniper: Ultimate Kill                    | Tom Beckett tüzér őrmester            | Borbiczki Ferenc             |
| 2017 | Testvér játszma                        | Cops and Robbers                         | Randolph százados                     | Sörös Sándor                 |
| 2018 |                                        | American Dresser                         | John Moore                            |                              |
| 2018 | Csodaország                            | Battle of the Bulge: Wunderland          | McCulley őrnagy                       |                              |
| 2018 |                                        | Gone Are the Days                        | Will                                  |                              |
| 2018 |                                        | 1st Born                                 | Jefferson Tucker                      |                              |
| 2019 |                                        | Stakeout                                 | Joe Smith                             |                              |
| 2019 |                                        | Supervized                               | Ray                                   |                              |
| 2020 |                                        | Blood and Money                          | Jim Reed                              |                              |
| 2020 |                                        | Adam                                     | Jerry Niskar                          |                              |
| 2020 | Lopakodók: A végjáték                  | Sniper: Assassin's End                   | Tom Beckett tüzér őrmester            |                              |
| 2020 |                                        | Battle of the Bulge: Winter War          | McCulley őrnagy                       |                              |
| 2022 |                                        | The Most Dangerous Game                  | Benjamin Colt                         |                              |
| 2022 |                                        | Black Warrant                            | Nick Falconi                          |                              |
| 2023 |                                        | Among Wolves                             | Callahan atya                         |                              |
| 2024 | One More Shot – Ostromállapot          | One More Shot                            | Mike Marshall                         |                              |

### Televízió
Tévéfilmek
| Év   | Magyar cím          | Eredeti cím                              | Szerep                     | Magyar hang     |
| ---- | ------------------- | ---------------------------------------- | -------------------------- | --------------- |
| 1977 |                     | Johnny, We Hardly Knew Ye                | Billy Sutton               |                 |
| 1979 |                     | Flesh & Blood                            | Bobby Fallon               |                 |
| 1995 | Testbeszéd          | Body Language                            | Gavin St. Claire           |                 |
| 1995 | A bosszúálló angyal | The Avenging Angel                       | Miles Utley                | Uri István      |
| 1999 |                     | In the Company of Spies                  | Kevin Jefferson            |                 |
| 2000 | Kötelék nélkül      | Cutaway                                  | Red Line                   | Sörös Sándor    |
| 2001 | Ítéletlovasok       | Johnson County War                       | Cain Hammett               | Rosta Sándor    |
| 2002 |                     | The Junction Boys                        | Paul 'Bear' Bryant         |                 |
| 2002 | Lopakodók 2.        | Sniper 2                                 | Tom Beckett tüzér őrmester | Hegedűs D. Géza |
| 2004 |                     | Capital City                             | Foxworthy szenátor         |                 |
| 2005 | Detektív            | Detective                                | Malcolm Ainslie őrmester   | Sörös Sándor    |
| 2005 | Detektív            | Detective                                | Malcolm Ainslie őrmester   | Laklóth Aladár  |
| 2007 |                     | America's Iliad: The Siege of Charleston | narrátor (hangja)          |                 |
| 2008 |                     | Amber Alert: Terror on the Highway       | Larsan                     |                 |

Sorozatok
| Év        | Magyar cím               | Eredeti cím                                                | Szerep                                | Megjegyzések           |
| --------- | ------------------------ | ---------------------------------------------------------- | ------------------------------------- | ---------------------- |
| 1975–1976 |                          | One Life to Live                                           | Tim Siegel                            | 66 epizód              |
| 1986      | Ha eljön a holnap        | If Tomorrow Comes                                          | Jeff Stevens                          | minisorozat (3 epizód) |
| 1993      | Cheers                   | Cheers                                                     | Don Santry                            | 2 epizód               |
| 1997      | Önkéntes lovasság        | Rough Riders                                               | Theodore Roosevelt                    | minisorozat (2 epizód) |
| 2000      | Esküdt ellenségek        | Law & Order                                                | Dean Tyler                            | 1 epizód               |
| 2002      | Ally McBeal              | Ally McBeal                                                | Harrison Wyatt                        | 1 epizód               |
| 2003      | Harmadik műszak          | Third Watch                                                | Aaron Noble                           | 4 epizód               |
| 2003      | Vadnyugati bűnvadászok   | Peacemakers                                                | Jared Stone marsall                   | 9 epizód               |
| 2005      |                          | Into the West                                              | J. Chivington ezredes                 | minisorozat (1 epizód) |
| 2006      |                          | Nightmares & Dreamscapes: From the Stories of Stephen King | Richard Kinnell                       | minisorozat (1 epizód) |
| 2007–2008 |                          | October Road                                               | Bob 'The Commander' Garrett           | 19 epizód              |
| 2011      |                          | XIII: The Series                                           | Rainer Gerhardt                       | 6 epizód               |
| 2012      | A Hatfield-McCoy viszály | Hatfields & McCoys                                         | Jim Vance                             | minisorozat (3 epizód) |
| 2013–2015 | Gyilkos ügyek            | Major Crimes                                               | Jackson Raydor                        | 7 epizód               |
| 2014      | Hawaii Five-0            | Hawaii Five-0                                              | Eddie Williams                        | 1 epizód               |
| 2017      |                          | Training Day                                               | Stanley 'Stan' Gursky kerületi ügyész | 1 epizód               |

## Díjak és jelölések
- díj: Western Örökség, Bronz Csikó-díj, Peacemakers, 2004
- díj: Arany Csizma-díj
- díj: Lone Star Film és Televíziós-díj, Legjobb TV színész, Rough Riders, 1998
- díj: Golden Globe-díj, Legjobb férfi mellékszereplő, A szakasz, 1987
- díj: Primetime Emmy-díj, Legjobb férfi mellékszereplő (minisorozat vagy tévéfilm), A Hatfield – McCoy viszály, 2012
- jelölés: Arany Málna díj, a legrosszabb férfi mellékszereplő, Slivers, 1994
- jelölés: Emmy-díj, a legjobb vendégszínész vígjáték tévésorozatban, Cheers, 1993
- jelölés: Oscar-díj, Legjobb férfi mellékszereplő, A szakasz, 1987